# 南黎凡特阿拉伯语
南黎凡特阿拉伯语（阿拉伯语：‎）是黎凡特阿拉伯语的一个分支，在南黎凡特地区（主要为巴勒斯坦领土、以色列及约旦的大部分地区）被使用。